# Aero-Charter Airlines
ACR Aero-Charter Airlines (code AITA : DW ; code OACI : UCR) est une compagnie aérienne de l'Ukraine, dont le nom russe est : АВИАКОМПАНИЯ-ACR.
Elle est spécialisée dans le fret et les vols charters.